# Margaret Busby
Margaret Yvonne Busby, Hon. Sociedade Real de Literatura (nascida em 1944, em Gana), também conhecida como Nana Akua Ackon, é uma editora, escritora e radialista ganense que reside no Reino Unido. Busby foi a mais jovem e primeira editora de livros negra da Grã-Bretanha, quando ela e Clive Allison (1944–2011) co-fundaram a editora londrina Allison and Busby (A&B), na década de 1960. Ela editou a antologia Filhas da África (1992) e sua continuação em 2019, Novas Filhas da África. Ela recebeu a Medalha Benson da Royal Society of Literature. Em 2020, ela foi eleita uma das "100 grandes britânicas negras". Em 2021, ela foi homenageada com o Lifetime Achievement Award da London Book Fair.

## Educação e primeiros anos
Margaret Yvonne Busby nasceu em 1944, em Accra, na Costa do Ouro Britânica (atual Gana), filha do Dr. George Busby e da Sra. Sarah Busby (nascida Christian), ambos com laços familiares com o Caribe, especialmente com Trinidade e Tobago, Barbados e Dominica. Dr Busby (1899–1980) foi um amigo de longa data do mentor de Kwame Nkrumah, George Padmore e frequentou a escola com CLR James no Queen's Royal College, ganhando a bolsa de estudos Island, que lhe permitiu viajar para a Grã-Bretanha, em 1919, para estudar medicina. Após os estudos iniciais na Universidade de Edimburgo, no Reino Unido, ela se transferiu para o University College, em Dublin, na Irlanda, para completar suas qualificações médicas e, em seguida, praticou como médica em Walthamstow, no Leste de Londres, antes de se mudar para se estabelecer na atual Gana, em 1929. Por linha materna, ela é prima da apresentadora Moira Stuart, da BBC, e seu avô era George James Christian (1869–1940), um delegado na Primeira Conferência Pan-Africana, em Londres, em 1900, que migrou para a atual Gana, em 1902.
Seus pais enviaram seus três filhos para serem educados na Inglaterra, quando Margaret Yvonne Busby tinha cinco anos de idade. Ela e sua irmã frequentaram uma escola no Lake District, e depois a Charters Towers School, um internato feminino internacional em Bexhill-on-Sea, no condado de Sussex, na Inglaterra. Depois de passar no O-level aos 14 anos, Margaret Yvonne Busby deixou a escola aos 15, voltou para Gana e fez o A-level aos 16, depois passou um ano em uma faculdade em Cambridge para não começar a universidade muito jovem. A partir dos 17 anos ela estudou inglês no Bedford College (mais tarde fundido com o Royal Holloway College), na Universidade de Londres, onde editou a revista literária da faculdade, além de publicar sua própria poesia, e se formou com um BA Honors grau aos 20 anos de idade. Ela foi casada com o músico e educador de jazz britânico Lionel Grigson (1942–1994).

## Publicação
Ainda na universidade, ela conheceu seu futuro parceiro de negócios Clive Allison em uma festa em Bayswater Road, e eles decidiram abrir uma editora. Depois de se formar, Margaret Yvonne Busby trabalhou brevemente na Cresset Press - parte do Barrie Group - enquanto criava Allison and Busby (A&B), cujos primeiros livros foram publicados em 1967, tornando-a a editora mais jovem, bem como a primeira editora africana de livros no Reino Unido - uma conquista que ela avaliou dizendo: "[I] t é fácil o suficiente para ser o primeiro, cada um de nós pode tentar algo e ser a primeira mulher ou a primeira mulher africana a fazer X, Y ou Z. Mas, se é algo que vale a pena você não quer ser o único... Espero poder, de alguma forma, inspirar alguém a fazer o que fiz, mas aprender com meus erros e fazer melhor do que fiz."
Ela foi diretora editorial da Allison & Busby por 20 anos, publicando muitos autores notáveis, incluindo Sam Greenlee (autor de The Spook Who Sat by the Door, o primeiro romance publicado pela A&B, em 1969), CLR James, Buchi Emecheta, Chester Himes, George Lamming, Roy Heath, Ishmael Reed, John Edgar Wideman, Nuruddin Farah, Rosa Guy, Val Wilmer, Colin MacInnes, H. Rap Brown, Julius Lester, Geoffrey Grigson, Edward Blishen, Dermot Healy, Adrian Mitchell, Matthew Sweeney, Jill Murphy, Christine Qunta, Michael Horovitz, Alexandra Kollontai, Gordon Williams, Carlos Moore, Michèle Roberts, Molefe Pheto, Arthur Maimane, Maurice Nyagumbo, Giles Gordon, Claire Rayner, Clive Sinclair, Mineke Schipper, Chris Searle, Richard Stark, James Ellroy, Hunter S. Thompson, Margaret Thomson Davis, B. Traven, Alexis Lykiard, Tom Mallin, Jack Trevor Story, Michael Moorcock, Mervyn Peake, John Clute, Julian Savarin, Ralph de Boissière, Andrew Salkey, Harriet E. Wilson e Miyamoto Musashi.
Margaret Yvonne Busby foi posteriormente diretor editorial da Earthscan (publicando títulos de Han Suyin, Frantz Fanon, Albert Memmi, René Dumont, Carolina Maria de Jesus e outros), antes de seguir uma carreira freelance como editor, escritor e crítico.

## Redação, edição e transmissão
Como jornalista, ela escreveu para o The Guardian (principalmente resenhas de livros ou obituários de artistas e ativistas, incluindo Jessica Huntley, Buzz Johnson, Jayne Cortez, Jan Carew, Rosa Guy, Gwendolyn Brooks, June Jordan, Toni Cade Bambara, Florynce Kennedy, Barry Reckord, Frank Crichlow, Connie Mark, Glenn Thompson, August Wilson, Pearl Connor-Mogotsi, Geraldine Connor, Binyavanga Wainaina, bell hooks e Biyi Bandele ), The Observer, The Independent, The Sunday Times, New Statesman, e em outros lugares, tanto para a imprensa geral quanto para jornais especializados.

### Filhas da África(1992) eNovas Filhas da África(2019)
Margaret Yvonne Busby compilou Filhas da África: Uma Antologia Internacional de Palavras e Escritos de Mulheres Afrodescendentes desde o Egito Antigo até o Presente (Londres: Cape, 1992), descrito pela Black Enterprise como "um marco", que inclui contribuições em uma variedade de gêneros por mais de 200 mulheres. Amplamente revisado na publicação, agora é caracterizado como contendo trabalhos de "as matriarcas da literatura africana". Eles foram pioneiros na escrita 'africana', na qual eles não estavam simplesmente escrevendo histórias sobre suas famílias, comunidades e países, mas também estavam escrevendo a si mesmos na história literária africana e na historiografia africana. Eles reivindicaram espaço para mulheres contadoras de histórias na forma escrita e, em certo sentido, reivindicaram o papel da mulher como criadora e portadora das narrativas de muitas sociedades africanas, considerando que a sessão tradicional de contar histórias era um domínio das mulheres."
https://www.thegazette.co.uk/London/issue/63377/supplement/B9editou um volume de acompanhamento de 2019 intitulado Novas Filhas da África: Uma antologia internacional de textos escritos por mulheres afrodescendentes (publicado pela primeira vez pela Myriad Editions, no Reino Unido), apresentando mais de 200 escritores de toda a diáspora africana. Um crítico do The Irish Times comentou: "Às vezes você precisa de uma antologia para lembrá-lo da variedade, força e nuances da escrita entre uma determinada região ou grupo de pessoas. Novas Filhas da África é indispensável porque as vozes africanas foram silenciadas ou diminuídas ao longo da história, e as vozes das mulheres ainda mais."
Ligado à antologia de 2019, foi anunciado pela editora o “Prémio Margaret Busby <i id="mwATc">Novas Filhas de África</i>”, em parceria com a SOAS, Universidade de Londres, que vai beneficiar uma estudante africana, cobrindo propinas e alojamento na International Students House, em Londres. A primeira a receber o prêmio foi a estudante queniana Idza Luhumyo, que iniciou seu curso no outono de 2020, e ganhou o Prêmio Caine de Escrita Africana de 2022.

### Outros trabalhos
Margaret Busby contribuiu para diversos livros, como:
- 1990 - Cores de um novo dia: escrevendo para a África do Sul (eds Sarah LeFanu e Stephen Hayward)[71]
- 1995 - Mães: reflexões das filhas (ed. Joanna Goldsworthy)[71]
- 2000 - IC3: The Penguin Book da Nova Escrita Negra na Grã-Bretanha (eds Kadija Sesay e Courttia Newland)[72]
- 2000 - Por que 2K? Antologia para uma nova era[73]
- 2007 - O Legado de Efua Sutherland[73]
- 2012 - Ensaios em homenagem a Ama Ata Aidoo aos 70 anos[73]
- 99 words (ed. Liz Gray, 2011)[74]
- 2011 - Perspectivas negras britânicas: uma série de conversas sobre formas de arte negra (ed. Kadija Sesay)[75]
- 2016 - Se eu pudesse te dizer apenas uma coisa...: Encontros com pessoas notáveis e seus conselhos mais valiosos (de Richard Reed)[76]
- 2018 - Mate em sua pista: a Bíblia da garota negra (de Elizabeth Uviebinené e Yomi Adegoke)[77]
- 2020 - Chris Fite-Wassilak: O Artista no Tempo[78][79]
- 2014 - Busby co-authored with Ishmahil Blagrove Carnival: A Photographic and Testimonial History of the Notting Hill Carnival.[80]

Escreveu introduções e prefácios para diversas publicações, como:
- Edição Penguin de "Uma Questão de Poder" de Bessie Head[81]
- 1996 - Perspectivas emergentes em Buchi Emecheta (ed. Marie Umeh)[81]
- 2009 - Além das palavras: poética sul-africana (com Keorapetse Kgositsile, Don Mattera, Lebo Mashile e Phillippa Yaa de Villiers)[81]
- 2017 - Para Adoçar o Amargo de Raymond Antrobus[82]
- 1984 - Co-editora com Darcus Howe de "C.L.R. Palestras do aniversário de 80 anos de James"[83]
- 2018 - Co-editora com Beverley Mason de "Sem barra de cores: Arte britânica negra em ação 1960–1990", derivada da exibição "Sem barra de cores", realizada na Galeria de Arte Guildhall, em 2015-16[84][85]

### Radiodifusão e dramatizações
Margaret Yvonne Busby trabalhou regularmente para rádio e televisão desde o final dos anos 1960, quando apresentou o programa da revista London Line para o Central Office of Information, bem como Break For Women no BBC African Service, e mais tarde o Talking Africa na Spectrum Radio, além de aparecer em uma variedade de programas, incluindo Kaleidoscope, Front Row, Open Book, Woman's Hour e Democracy Now! (EUA).
Seus resumos e dramatizações para a BBC Radio incluem livros de CLR James, Jean Rhys, Wole Soyinka, Timothy Mo, Sam Selvon, Walter Mosley, Henry Louis Gates, Lawrence Scott e Simi Bedford. A peça de Margaret Yvonne Busby baseada no romance Minty Alley de CLR James, e produzida por Pam Fraser Solomon, foi transmitida pela primeira vez na BBC Radio 4 em 1998, ganhando uma Comissão para a Igualdade Racial "Race in the Media Award" (RIMA) em 1999. Ela também fez parte da Penumbra Productions, uma produtora independente, com outros membros como Horace Ové, HO Nazareth, Farrukh Dhondy, Mustapha Matura, Michael Abbensetts e Lindsay Barrett, entre cujos projetos estava uma série de filmes baseados em palestras de CLR James em década de 1980.
Seus escritos para o palco incluem Sankofa (1999), Yaa Asantewaa – Warrior Queen (Reino Unido/Gana, 2001–02), dirigido por Geraldine Connor, e An African Cargo (Greenwich Theatre, 2007) dirigido por Felix Cross para Nitrobeat. Ela também foi letrista de canções.
Em 2014, após a morte de Maya Angelou, Margaret Yvonne Busby escreveu um grande tributo intitulado Maya Angelou: A Celebration, que aconteceu em 5 de outubro no Royal Festival Hall durante o Festival de Literatura de Londres do Southbank Centre; dirigida por Paulette Randall e presidida por Jon Snow e Moira Stuart, a celebração contou com contribuições de artistas como Adjoa Andoh, Angel Coulby, Chiwetel Ejiofor, Nicola Hughes, Ella Odedina, NITROvox, Roderick Williams e Ayanna Witter-Johnson.
Em junho de 2021, Margaret Yvonne Busby apareceu no Desert Island Discs da BBC Radio 4.

## Ativismo literário
Ela trabalhou continuamente pela diversidade na indústria editorial, escrevendo em um artigo de 1984 no New Statesman : "É suficiente responder a uma demanda por livros que refletem a presença de 'minorias étnicas' enquanto perpetua um sistema que não encoraja ativamente sua envolvimento em todos os níveis? A realidade é que o aparecimento e circulação de livros supostamente produzidos com essas comunidades em mente geralmente depende do que a comunidade dominante branca (masculina), que controla escolas, bibliotecas, livrarias e editoras, permitirá." Na década de 1980, ela foi membro fundador da organização Greater Access to Publishing (GAP), que se engajou em campanhas para aumentar a representação negra na publicação britânica. Outros membros desse grupo multirracial, que realizou uma conferência em novembro de 1987 especialmente para destacar a publicação como uma opção para as mulheres negras, incluíam Lennie Goodings, Maggie Scott, Ros de Lanerolle, Yvonne Collymore, Paula Kahn, Toks Williams, Kothai Christie e Jacqui Roach.
Margaret Yvonne Busby era o patrono da Independent Black Publishers (IBP), uma associação comercial presidida por Verna Wilkins. O objetivo do IBP, como disse Margaret Yvonne Busby, era "fornecer um fórum para editoras negras progressistas compartilharem iniciativas, maximizarem forças mútuas e identificarem dificuldades comuns, com vistas a ter um impacto mais efetivo no comércio de livros e no mercado mais amplo indústria editorial", e em 2007 na Feira do Livro de Londres, um estande conjunto da IBP exibiu os livros da Bogle-L'Ouverture Press, Tamarind Books, X Press, Ayebia Clarke Publishing, Joan Anim-Addo's Mango Press e outros empreendimentos. Em uma entrevista de 2012 com Tricia Wombell, Margaret Yvonne Busby disse: "É importante documentar e celebrar as realizações de muitos de nossos criativos negros (...) para que eles não sejam eliminados da história simplesmente porque sua importância pode não ser reconhecida pelo convencional."
Margaret Yvonne Busby participou de vários festivais e conferências literárias internacionalmente - em 1993, ela fez o discurso de abertura na Feira Internacional do Livro de Livros Negros Radicais e do Terceiro Mundo - e entrevistou e "conversa" com escritores como Toni Morrison, Wole Soyinka, Nawal El Saadawi, Ngugi wa Thiong'o. e Ben Okri.
Margaret Yvonne Busby foi nomeada presidente dos juízes do Prêmio Booker de 2020, outros membros do painel, incluindo Lee Child, Sameer Rahim, Lemn Sissay e Emily Wilson. Margaret Yvonne Busby já havia julgado várias outras competições literárias, entre elas o Caine Prize for African Writing, o Orange Prize, o Independent Foreign Fiction Prize, o Wasafiri New Writing Prize, o OCM Bocas Prize for Caribbean Literature, o Commonwealth Book Prize (pelo qual ela foi presidente dos jurados em 2012, quando o vencedor foi Shehan Karunatilaka), a iniciativa Hay Festival Africa39, e o Prêmio Wole Soyinka de Literatura na África (cadeira de juízes, 2018). Em 2021, ela atuou como jurada na categoria Trade do British Book Awards, e em 2022 julgou o PEN Pinter Prize ao lado de Ruth Borthwick e Daniel Hahn.
Ela atuou em conselhos ou em cargos de consultoria para outras organizações culturais, incluindo o Drum Arts Centre The Africa Centre, Londres, English PEN, Royal Literary Fund, African & Caribbean Music Circuit, Hackney Empire theatre, a Organização de Mulheres Escritoras da África, o Prêmio Etisalat de Literatura, e a revista Wasafiri. Ela é atualmente curadora da organização de educação jazz Tomorrow's Warriors, e do Nubian Jak Community Trust, e Embaixadora do Prêmio Literário SI Leeds. Ela é patrocinadora do Friends of the Huntley Archives no London Metropolitan Archives (FHALMA), uma fundação de caridade construída sobre o legado arquivístico de Jessica Huntley e Eric Huntley, co-fundadores da editora Bogle-L'Ouverture Publications.
Em agosto de 2022, Margaret Yvonne Busby foi a atração principal do Berlin African Book Festival (com curadoria de Lidudumalingani Mqombothi com o tema "Ontem. Hoje. Amanhã"), fazendo o discurso principal.

## Influência e reconhecimento
Em 2018, em comemoração ao 100º aniversário do direito de voto das mulheres, o jornal The Voice listou Margaret Busby – ao lado de Kathleen Wrasama, Olive Morris, Connie Mark, Fanny Eaton, Diane Abbott, Lilian Bader e Mary Seacole – entre as oito mulheres negras que contribuíram para o desenvolvimento da Grã-Bretanha. A revista Bustle incluiu Margaret Yvonne Busby com Mary Prince, Claudia Jones, Evelyn Dove, Olive Morris, Olivette Otele e Shirley Thompson em uma lista de "7 mulheres negras britânicas ao longo da história que merecem ser nomes familiares em 2019". Margaret Yvonne Busby também foi nomeada pelo Evening Standard em uma lista de 14 "Mulheres negras britânicas inspiradoras ao longo da história" (ao lado de Mary Seacole, Claudia Jones, Adelaide Hall, Olive Morris, Joan Armatrading, Tessa Sanderson, Doreen Lawrence, Maggie Aderin-Pocock, Sharon White, Malorie Blackman, Diane Abbott, Zadie Smith e Connie Mark).
Também em 2018, ela estava entre as 150 "Mulheres Líderes" celebradas pela Universidade de Londres para marcar os 150 anos desde que as mulheres obtiveram acesso ao ensino superior no Reino Unido em 1868, e destaque na exposição "Direitos das Mulheres: London's Pioneers em suas próprias palavras", encenado na Biblioteca da Câmara do Senado de 16 de julho a 15 de dezembro de 2018.
Em julho de 2019, ela recebeu o prêmio inaugural Africa Writes Lifetime Achievement, concedido a ela na Biblioteca Britânica durante o fim de semana literário anual da Royal African Society por Ade Solanke e Diane Abbott como parte do evento principal do festival celebrando a antologia New Daughters de Margaret Yvonne Busby. da África.
Margaret Yvonne Busby é frequentemente citada como pioneira na história das editoras negras no Reino Unido, e é reconhecida como uma "desbravadora" por aqueles que seguiram seus passos trabalhando para tornar a indústria de livros e sua produção mais diversos, entre eles Bibi Bakare-Yusuf (que ao falar sobre a fundação da Cassava Republic Press disse: "Figuras inspiradoras no mercado editorial como Margaret Busby, co-fundadora da Allison &amp; Busby, foram nosso guia"), Ellah Wakatama Allfrey, Valerie Brandes da Jacaranda Books, Sharmaine Lovegrove da Dialogue Books, e Aki Schilz da The Literary Consultancy.
No UK Black History Month 2019, Zadie Smith disse que Margaret Yvonne Busby "tem sido uma líder de torcida, instigadora, organizadora, defensora e celebradora das artes negras nos últimos 50 anos, gritando sobre nós dos telhados, mesmo quando poucas pessoas se importavam em ouvir. 'Podemos porque ela fez' é um clichê, mas no caso de Margaret é verdade e não é exagero. Ela ajudou a mudar o cenário da publicação e da cobertura artística do Reino Unido, e muitos artistas negros britânicos têm uma dívida com ela. Eu sei que sim." Afua Hirsch descreveu o impacto de Margaret Yvonne Busby em sua carreira dizendo que "como uma mulher negra tentando encontrar minha própria voz, [Margaret] tem se mostrado infinitamente interessada, solidária e entusiasmada em ajudar uma geração como eu a encontrar nosso lugar e nossa capacidade de fazer mudanças por meio de escrevendo."
Margaret Yvonne Busby foi nomeada na lista de 2020 dos 100 Grandes Britânicos Negros, votada pelo público e com um escopo de 400 anos.
Em maio de 2021, ela foi anunciada como a ganhadora do London Book Fair Lifetime Achievement Award 2021, que lhe foi apresentado por Bernardine Evaristo em setembro no The Hurlingham Club.
Ela foi nomeada Comandante da Ordem do Império Britânico (CBE) nas honras de aniversário de 2021 por serviços prestados à publicação. Ela foi citada no Hackney Gazette como tendo dito: "Bem, eu sei que não caí do céu; sempre que me oferecem tal prêmio, minha aceitação também é em nome e para reconhecer todos que me fizeram o que sou, e aqueles com quem trabalhei ao longo do caminho - por isso compartilho com prazer este reconhecimento com muitos outros que merecem ser igualmente honrados por contribuir com excelência em inúmeras esferas de trabalho."
Ela recebeu vários diplomas honorários, incluindo da Open University, SOAS e da Royal Holloway, a concessão ocorrendo em junho de 2021 com a oração proferida pela professora Lavinia Greenlaw. Em junho de 2022, Margaret Yvonne Busby também recebeu um doutorado honorário da Universidade de Exeter.

## Honras e prêmios
- 1970 - Prêmio da Sociedade de Jovens Editores.[194]
- 1977 - Apresentado na exposição Mayotte Magnus Women, fotografias de eminentes mulheres britânicas, na National Portrait Gallery de Londres, reprisada em 2018 como Illuminating Women.[195][196][197]
- 1993 - Prêmio Pandora[194] da Women in Publishing.
- 1998 - Membro Honorário da Região Internacional Alpha Kappa Alpha (AKA).[198]
- 1999 - Prêmio Race in the Media para peça de rádio Minty Alley.[14]
- 1999 - Empossada como Nana Akua Ackon, da companhia Bentsir N°1 Asafo, Oguaa (Costa do Cabo) – o primeiro de sete grupos guerreiros tradicionais estabelecidos para proteger a área.[199][200]
- 2004 - Doutorado Honoris Causa da Universidade Aberta[201] por Serviços às Artes e às Ciências.
- 2004 - Destaque na fotografia "Um Grande Dia em Londres" na Biblioteca Britânica entre 50 escritores negros e asiáticos que fizeram grandes contribuições para a literatura britânica.[202][203]
- 2006 - Oficial da Ordem do Império Britânico, por serviços prestados à Literatura e à Edição.[9][204]
- 2011 - Honorary Fellowship, Queen Mary, Universidade de Londres.[205]
- 2015 - Prêmio Henry Swanzy por Distinguished Service to Caribbean Letters, NGC Bocas Lit Fest, Trinidad.[206][207]
- 2015 - Prêmio de Reconhecimento de Grandes Empreendedores da Herança Africana do Reino Unido[208] da Casa de Amau.[209][210]
- 2015 - Membro Honorário do Prêmio PAWA (Associação Pan-Africana de Escritores), Gana.[211]
- 2017 - Eleita membro honorária da Royal Society of Literature.[212][213]
- 2017: Premiada com a Medalha Benson pela Royal Society of Literature por realizações ao longo da vida.[214]
- 2017 - Evento da Goldsmiths University of London "Filha da África: Comemorando os 50 anos de Margaret Busby na publicação e além".[215]
- 2018 - Selecionada como uma das 150 "Mulheres Líderes" da Universidade de Londres para celebrar os 150 anos do ensino superior feminino no Reino Unido.[216]
- 2019 - Inaugural Africa escreve prêmio pelo conjunto de sua obra da Royal African Society.[217]
- 2019 - Doutorado Honoris Causa da SOAS, Universidade de Londres.[218]
- 2020 - Diploma honorário da Royal Holloway, Universidade de Londres.[219][220]
- 2020 - Eleito um dos "100 Grandes Britânicos Negros".[221]
- 2021 - London Book Fair Lifetime Achievement Award.[222][223]
- 2021 - Comandante da Ordem do Império Britânico, pelos serviços prestados à edição.[190][224]
- 2022 - Diploma honorário (DLitt) da Universidade de Exeter.[225]